# Championnat du monde moins de 18 ans de hockey sur glace 2000
Navigation
Édition précédente Édition suivante
Le Championnat du monde moins de 18 ans de hockey sur glace 2000 se déroule à Kloten et Weinfelden en Suisse  du 14 avril au 24 avril 2000. La Finlande remporte l'or devant la Russie et la Suède.

## Poule A

### Tour préliminaire
Pour les significations des abréviations, voir Statistiques du hockey sur glace.

#### Groupe A
| Date     | Équipe             | Score | Équipe             | Score par période |
| 14 avril | République tchèque | 5-3   | Allemagne          | 2-1, 1-2, 2-0     |
| 14 avril | Suisse             | 2-8   | Suède              | 1-1, 0-5, 1-2     |
| 15 avril | Allemagne          | 0-3   | Suède              | 0-1, 0-2, 0-0     |
| 15 avril | Suisse             | 10-1  | Ukraine            | 4-0, 4-1, 2-0     |
| 16 avril | Ukraine            | 0-6   | République tchèque | 0-3, 0-1, 0-2     |
| 17 avril | Suède              | 6-2   | République tchèque | 0-1, 3-1, 3-0     |
| 17 avril | Allemagne          | 1-3   | Suisse             | 0-0, 1-2, 0-1     |
| 18 avril | Ukraine            | 4-4   | Allemagne          | 1-2, 1-1, 2-1     |
| 19 avril | Suède              | 4-1   | Ukraine            | 0-0, 3-1, 1-0     |
| 19 avril | République tchèque | 2-3   | Suisse             | 2-1, 0-0, 0-2     |

| Équipe    | PJ | V | D | N | BP | BC | PTS |
| --------- | -- | - | - | - | -- | -- | --- |
| Suède     | 4  | 4 | 0 | 0 | 21 | 5  | 8   |
| Suisse    | 4  | 3 | 1 | 0 | 18 | 12 | 6   |
| Tchéquie  | 4  | 2 | 2 | 0 | 15 | 12 | 4   |
| Allemagne | 4  | 0 | 3 | 1 | 8  | 15 | 1   |
| Ukraine   | 4  | 0 | 3 | 1 | 6  | 24 | 1   |

#### Groupe B
| Date     | Équipe      | Score | Équipe      | Score par période |
| 14 avril | Slovaquie   | 1-3   | Finlande    | 0-0, 1-2, 0-1     |
| 14 avril | Russie      | 5-1   | États-Unis  | 1-0, 3-0, 1-1     |
| 15 avril | Slovaquie   | 7-1   | Biélorussie | 4-0, 2-0, 1-1     |
| 15 avril | États-Unis  | 2-3   | Finlande    | 1-1, 0-1, 1-1     |
| 16 avril | Biélorussie | 1-18  | Russie      | 0-6, 0-7, 1-5     |
| 17 avril | États-Unis  | 1-4   | Slovaquie   | 0-1, 1-1, 0-2     |
| 17 avril | Finlande    | 2-5   | Russie      | 1-3, 1-1, 0-1     |
| 18 avril | Biélorussie | 1-9   | États-Unis  | 0-2, 1-3, 0-4     |
| 19 avril | Finlande    | 11-1  | Biélorussie | 4-0, 4-0, 3-1     |
| 19 avril | Russie      | 5-0   | Slovaquie   | 3-0, 0-0, 2-0     |

| Équipe      | PJ | V | D | N | BP | BC | PTS |
| ----------- | -- | - | - | - | -- | -- | --- |
| Russie      | 4  | 4 | 0 | 0 | 33 | 4  | 8   |
| Finlande    | 4  | 3 | 1 | 0 | 19 | 9  | 6   |
| Slovénie    | 4  | 2 | 2 | 0 | 12 | 10 | 4   |
| États-Unis  | 4  | 1 | 3 | 0 | 13 | 16 | 2   |
| Biélorussie | 4  | 0 | 4 | 0 | 4  | 45 | 0   |

### Tour de relégation
| Date      | Équipe      | Score | Équipe      | Score par période |
| 18 avril* | Ukraine     | 4-4   | Allemagne   | 1-2, 1-1, 2-1     |
| 18 avril* | Biélorussie | 1-9   | États-Unis  | 0-2, 1-3, 0-4     |
| 21 avril  | Allemagne   | 10-0  | Biélorussie | 5-0, 2-0, 3-0     |
| 21 avril  | États-Unis  | 6-0   | Ukraine     | 4-0, 2-0, 2-0     |
| 22 avril  | États-Unis  | 1-3   | Allemagne   | 0-1, 1-0, 0-2     |
| 22 avril  | Biélorussie | 3-8   | Ukraine     | 2-1, 1-4, 0-3     |

* Note : Matchs du premier tour comptabilisés pour le classement du tour de relégation.
| Équipe      | PJ | V | D | N | BP | BC | PTS |
| ----------- | -- | - | - | - | -- | -- | --- |
| Allemagne   | 3  | 2 | 0 | 1 | 17 | 5  | 5   |
| États-Unis  | 3  | 2 | 1 | 0 | 16 | 4  | 4   |
| Ukraine     | 3  | 1 | 1 | 1 | 12 | 13 | 3   |
| Biélorussie | 3  | 0 | 0 | 3 | 4  | 27 | 0   |

### Tour final

#### Matchs de barrage
- 21 avril : Suisse 3-0 Slovaquie (0-0, 1-0, 2-0)
- 21 avril : Finlande 3-0 République tchèque (1-0, 0-0, 2-0)

#### Demi-finales
- 22 avril : Suède 2-4 Finlande (1-0, 1-2, 0-2)
- 22 avril : Russie 4-1 Suisse (0-0, 0-1, 4-0)

#### Match pour la cinquième place
- 24 avril : Slovaquie 4-3 République tchèque (0-0, 3-3, 0-0, 0-0, 1-0)

#### Petite finale
- 24 avril : Suède 7-1 Suisse (3-1, 4-0, 0-0)

#### Finale
- 24 avril : Russie 1-3 Finlande (0-1, 1-1, 0-1)

### Classement final
| Classement | Équipe      |
| ---------- | ----------- |
| Or         | Finlande    |
| Argent     | Russie      |
| Bronze     | Suède       |
| 4          | Suisse      |
| 5          | Slovaquie   |
| 6          | Tchéquie    |
| 7          | Allemagne   |
| 8          | États-Unis  |
| 9          | Ukraine     |
| 10         | Biélorussie |

La Biélorussie est reléguée en division 1 pour l'édition 2001.

## Poule B
La poule B se déroule à Riga et Liepaja en Lettonie du 3 au 9 avril 2000.

### Tour préliminaire

#### Groupe A
| Date    | Équipe   | Score | Équipe   | Score par période |
| 3 avril | Norvège  | 2-3   | Japon    | 1-1, 1-1, 0-1     |
| 3 avril | Danemark | 4-5   | Italie   | 0-3, 2-0, 2-2     |
| 4 avril | Danemark | 0-3   | Japon    | 0-1, 0-1, 0-1     |
| 4 avril | Italie   | 1-8   | Norvège  | 0-2, 0-4, 1-2     |
| 6 avril | Japon    | 3-3   | Italie   | 0-2, 0-1, 3-0     |
| 6 avril | Norvège  | 9-4   | Danemark | 6-1, 3-2, 0-1     |

| Équipe   | PJ | V | D | N | BP | BC | PTS |
| -------- | -- | - | - | - | -- | -- | --- |
| Japon    | 3  | 2 | 0 | 1 | 9  | 5  | 5   |
| Norvège  | 3  | 2 | 1 | 0 | 19 | 8  | 4   |
| Italie   | 3  | 1 | 1 | 1 | 9  | 15 | 3   |
| Danemark | 3  | 0 | 3 | 0 | 8  | 17 | 0   |

#### Groupe B
| Date    | Équipe   | Score | Équipe   | Score par période |
| 3 avril | Pologne  | 5-4   | France   | 1-2, 1-0, 3-2     |
| 3 avril | Autriche | 3-3   | Lettonie | 2-1, 0-0, 1-2     |
| 5 avril | France   | 1-6   | Autriche | 0-1, 1-4, 0-1     |
| 5 avril | Pologne  | 4-4   | Lettonie | 2-0, 2-2, 0-2     |
| 6 avril | Autriche | 5-4   | Pologne  | 3-1, 2-2, 0-1     |
| 6 avril | Lettonie | 5-3   | France   | 3-2, 1-1, 1-0     |

| Équipe   | PJ | V | D | N | BP | BC | PTS |
| -------- | -- | - | - | - | -- | -- | --- |
| Autriche | 3  | 2 | 0 | 1 | 14 | 8  | 5   |
| Lettonie | 3  | 1 | 0 | 2 | 12 | 10 | 4   |
| Pologne  | 3  | 1 | 1 | 1 | 13 | 13 | 3   |
| France   | 3  | 0 | 3 | 0 | 8  | 16 | 0   |

### Tour d'accession
| Date     | Équipe   | Score | Équipe   | Score par période |
| 3 avril* | Norvège  | 2-3   | Japon    | 1-1, 1-1, 0-1     |
| 3 avril* | Autriche | 3-3   | Lettonie | 2-1, 0-0, 1-2     |
| 8 avril  | Autriche | 2-3   | Norvège  | 0-1, 2-1, 0-1     |
| 8 avril  | Japon    | 2-5   | Lettonie | 1-0, 1-4, 0-1     |
| 9 avril  | Norvège  | 5-2   | Lettonie | 3-0, 0-1, 2-1     |
| 9 avril  | Japon    | 2-5   | Autriche | 2-1, 0-2, 0-2     |

* Note : Matchs du premier tour comptabilisés pour le classement du tour d'accession
| Équipe   | PJ | V | D | N | BP | BC | PTS |
| -------- | -- | - | - | - | -- | -- | --- |
| Norvège  | 3  | 2 | 1 | 0 | 10 | 7  | 4   |
| Autriche | 3  | 1 | 1 | 1 | 10 | 8  | 3   |
| Lettonie | 3  | 1 | 1 | 1 | 10 | 10 | 3   |
| Japon    | 3  | 1 | 2 | 0 | 7  | 12 | 2   |

### Tour de relégation
| Date     | Équipe   | Score | Équipe   | Score par période |
| 3 avril* | Pologne  | 5-4   | France   | 1-2, 1-0, 3-2     |
| 3 avril* | Danemark | 4-5   | Italie   | 0-3, 2-0, 2-2     |
| 4 avril  | Pologne  | 4-9   | Danemark | 0-2, 0-4, 4-3     |
| 4 avril  | Italie   | 4-1   | France   | 0-0, 2-1, 2-0     |
| 6 avril  | Italie   | 2-3   | Pologne  | 1-1, 0-0, 1-2     |
| 6 avril  | Danemark | 5-3   | France   | 6-1, 3-2, 0-1     |

* Note : Matchs du premier tour comptabilisés pour le classement du tour de relégation
| Équipe   | PJ | V | D | N | BP | BC | Pts |
| -------- | -- | - | - | - | -- | -- | --- |
| Danemark | 3  | 2 | 1 | 0 | 18 | 12 | 4   |
| Italie   | 3  | 2 | 1 | 0 | 11 | 8  | 4   |
| Pologne  | 3  | 2 | 1 | 0 | 12 | 15 | 4   |
| France   | 3  | 0 | 3 | 0 | 8  | 14 | 0   |

### Classement final
| Rk.    | Team     |
| ------ | -------- |
| Or     | Norvège  |
| Argent | Autriche |
| Bronze | Lettonie |
| 4      | Japon    |
| 5      | Danemark |
| 6      | Italie   |
| 7      | Pologne  |
| 8      | France   |

- La Norvège accède à la poule mondiale alors que la France et la Pologne sont reléguées en division 2 pour l'édition 2001.

## Division 1 Europe
La division 1 Europe se déroule à Maribor en Slovénie du 20 au 24 mars 2000.

### Tour préliminaire

#### Groupe A
| Date    | Équipe   | Score | Équipe   | Score par période |
| 20 mars | Hongrie  | 10-4  | Espagne  | 4-0, 3-2, 3-2     |
| 20 mars | Lituanie | 1-7   | Estonie  | 0-1, 1-3, 0-3     |
| 21 mars | Lituanie | 10-7  | Espagne  | 3-4, 3-1, 4-2     |
| 21 mars | Estonie  | 6-5   | Hongrie  | 4-2, 1-1, 1-2     |
| 23 mars | Hongrie  | 9-3   | Lituanie | 4-0, 4-3, 1-0     |
| 23 mars | Espagne  | 1-8   | Estonie  | 0-3, 0-1, 1-4     |

| Équipe   | PJ | V | D | N | BP | BC | Pts |
| -------- | -- | - | - | - | -- | -- | --- |
| Estonie  | 3  | 3 | 0 | 0 | 21 | 7  | 6   |
| Hongrie  | 3  | 2 | 0 | 1 | 24 | 13 | 4   |
| Lituanie | 3  | 1 | 0 | 2 | 14 | 23 | 2   |
| Espagne  | 3  | 0 | 0 | 3 | 12 | 28 | 0   |

#### Groupe B
| Date    | Équipe          | Score | Équipe          | Score par période |
| 20 mars | Grande-Bretagne | 7-2   | Roumanie        | 2-0, 2-1, 3-1     |
| 20 mars | Slovénie        | 4-6   | Kazakhstan      | 0-2, 3-1, 1-3     |
| 21 mars | Kazakhstan      | 8-0   | Grande-Bretagne | 2-0, 3-0, 3-0     |
| 21 mars | Slovénie        | 9-0   | Roumanie        | 2-0, 3-0, 4-0     |
| 23 mars | Roumanie        | 1-18  | Kazakhstan      | 0-7, 0-7, 1-4     |
| 23 mars | Grande-Bretagne | 3-8   | Slovénie        | 1-2, 1-1, 1-5     |

| Équipe          | PJ | V | D | N | BP | BC | Pts |
| --------------- | -- | - | - | - | -- | -- | --- |
| Kazakhstan      | 3  | 3 | 0 | 0 | 32 | 5  | 6   |
| Slovénie        | 3  | 2 | 0 | 1 | 21 | 9  | 4   |
| Grande-Bretagne | 3  | 1 |   | 2 | 10 | 18 | 2   |
| Roumanie        | 3  | 0 | 0 | 3 | 3  | 34 | 0   |

### Matchs de classement
- 7e place : Espagne 2-7 Roumanie (0-2, 1-4, 1-1)
- 5e place : Lituanie 4-5 Grande-Bretagne (2-1, 1-2, 1-1, 0-0)
- 3e place : Hongrie 0-13 Slovénie (0-4, 0-4, 0-5)
- 1re place : Estonie 2-4 Kazakhstan (1-1, 1-2, 0-1)

### Classement final
| Classement | Équipe          |
| ---------- | --------------- |
| Or         | Kazakhstan      |
| Argent     | Estonie         |
| Bronze     | Slovénie        |
| 4          | Hongrie         |
| 5          | Grande-Bretagne |
| 6          | Lituanie        |
| 7          | Roumanie        |
| 8          | Espagne         |

L'Espagne est reléguée en division 2 et le Kazakhstan est promu pour l'édition 2001.

## Division 2 Europe
La division 2 Europe se déroule à Sofia en Bulgarie du 6 au 12 mars 2000.

### Barrages d'accession à la division 2
- Islande 13-2 Irlande (2-0,7-0,4-2)
- Islande 12-3 Irlande (3-0,2-3,7-0)
- Turquie 1-3 Afrique du Sud (0-0,1-1,0-2)

L'Islande et l'Afrique du Sud se qualifient pour la division 2 Europe.

### Tour préliminaire

#### Groupe A
| Date   | Équipe     | Score | Équipe     | Score par période |
| 6 mars | Bulgarie   | 0-18  | Croatie    | 0-5, 0-8, 0-5     |
| 7 mars | Luxembourg | 2-3   | Bulgarie   | 1-0, 0-1, 1-2     |
| 8 mars | Croatie    | 20-0  | Luxembourg | 4-0, 7-0, 9-0     |

| Équipe     | PJ | V | D | N | BP | BC | Pts |
| ---------- | -- | - | - | - | -- | -- | --- |
| Croatie    | 2  | 2 | 0 | 0 | 38 | 0  | 4   |
| Bulgarie   | 2  | 1 | 0 | 1 | 3  | 20 | 2   |
| Luxembourg | 2  | 0 | 0 | 2 | 2  | 23 | 0   |

#### Groupe B
| Date   | Équipe      | Score | Équipe      | Score par période |
| 6 mars | Islande     | 4-5   | Yougoslavie | 0-2, 1-2, 3-1     |
| 7 mars | Israël      | 4-2   | Islande     | 1-0, 1-0, 2-2     |
| 8 mars | Yougoslavie | 8-6   | Israël      | 4-2, 2-1, 2-3     |

| Équipe      | PJ | V | D | N | BP | BC | Pts |
| ----------- | -- | - | - | - | -- | -- | --- |
| Yougoslavie | 2  | 2 | 0 | 0 | 13 | 10 | 4   |
| Israël      | 2  | 1 | 0 | 1 | 10 | 10 | 2   |
| Islande     | 2  | 0 | 0 | 2 | 6  | 9  | 0   |

#### Groupe C
| Date   | Équipe         | Score | Équipe         | Score par période |
| 6 mars | Afrique du Sud | 2-9   | Pays-Bas       | 0-2, 1-4, 1-3     |
| 7 mars | Belgique       | 7-1   | Afrique du Sud | 1-0, 3-0, 3-1     |
| 8 mars | Pays-Bas       | 3-1   | Belgique       | 1-0, 0-1, 2-0     |

| Équipe         | PJ | V | D | N | BP | BC | Pts |
| -------------- | -- | - | - | - | -- | -- | --- |
| Pays-Bas       | 2  | 2 | 0 | 0 | 12 | 3  | 4   |
| Belgique       | 2  | 1 | 0 | 1 | 8  | 4  | 2   |
| Afrique du Sud | 2  | 0 | 0 | 2 | 3  | 16 | 0   |

### Tour de classement

#### Places 1 à 3
| Date    | Équipe      | Score | Équipe      | Score par période |
| 10 mars | Yougoslavie | 1-8   | Pays-Bas    | 0-3, 0-2, 1-3     |
| 11 mars | Pays-Bas    | 2-8   | Croatie     | 0-2, 1-2, 1-4     |
| 12 mars | Croatie     | 11-4  | Yougoslavie | 5-1, 3-2, 3-1     |

| Équipe      | PJ | V | D | N | BP | BC | Pts |
| ----------- | -- | - | - | - | -- | -- | --- |
| Croatie     | 2  | 2 | 0 | 0 | 19 | 6  | 4   |
| Pays-Bas    | 2  | 1 | 0 | 1 | 10 | 9  | 2   |
| Yougoslavie | 2  | 0 | 0 | 2 | 5  | 19 | 0   |

#### Places 4 à 6
| Date    | Équipe   | Score | Équipe   | Score par période |
| 10 mars | Israël   | 3-5   | Belgique | 0-1, 3-1, 0-3     |
| 11 mars | Belgique | 8-0   | Bulgarie | 0-0, 6-0, 2-0     |
| 12 mars | Bulgarie | 4-7   | Israël   | 1-3, 3-3, 0-1     |

| Équipe   | PJ | V | D | N | BP | BC | Pts |
| -------- | -- | - | - | - | -- | -- | --- |
| Belgique | 2  | 2 | 0 | 0 | 13 | 3  | 4   |
| Israël   | 2  | 1 | 0 | 1 | 10 | 9  | 2   |
| Bulgarie | 2  | 0 | 0 | 2 | 4  | 15 | 0   |

#### Places 7 à 9
| Date    | Équipe         | Score | Équipe         | Score par période |
| 10 mars | Islande        | 3-3   | Afrique du Sud | 1-1, 1-0, 1-2     |
| 11 mars | Afrique du Sud | 3-1   | Luxembourg     | 1-0, 2-0, 0-1     |
| 12 mars | Luxembourg     | 8-5   | Islande        | 1-2, 2-2, 5-1     |

| Équipe         | PJ | V | D | N | BP | BC | Pts |
| -------------- | -- | - | - | - | -- | -- | --- |
| Afrique du Sud | 2  | 1 | 1 | 0 | 6  | 4  | 3   |
| Luxembourg     | 2  | 1 | 0 | 1 | 9  | 8  | 2   |
| Islande        | 2  | 0 | 1 | 1 | 8  | 11 | 1   |

### Classement final
| Classement | Équipe         |
| ---------- | -------------- |
| Or         | Croatie        |
| Argent     | Pays-Bas       |
| Bronze     | Yougoslavie    |
| 4          | Belgique       |
| 5          | Israël         |
| 6          | Bulgarie       |
| 7          | Afrique du Sud |
| 8          | Luxembourg     |
| 9          | Islande        |

La Croatie est promue alors que l'Islande et le Luxembourg joueront les qualifications pour l'édition 2001.

## Division 1 Océanie
La division 1 Océanie se déroule à Changchun en Chine du 10 au 20 février 2000.

### Matches
| Date       | Équipe        | Score | Équipe        | Score par période |
| 17 février | Corée du Nord | 3-2   | Corée du Sud  | 1-0, 1-0, 1-2     |
| 17 février | Chine         | 10-0  | Australie     | 3-0, 3-0, 4-0     |
| 18 février | Corée du Sud  | 9-2   | Australie     | 1-1, 3-1, 5-0     |
| 18 février | Chine         | 1-5   | Corée du Nord | 0-1, 1-0, 0-4     |
| 20 février | Corée du Sud  | 4-2   | Chine         | 0-0, 4-2, 0-0     |
| 20 février | Australie     | 0-8   | Corée du Nord | 0-3, 0-2, 0-3     |

| Classement | Équipe        |
| ---------- | ------------- |
| Or         | Corée du Nord |
| Argent     | Corée du Sud  |
| Bronze     | Chine         |
| 4          | Australie     |

La Corée du Nord est promue pour l'édition 2001.

## Division 2 Océanie
La division 2 Océanie se déroule à Bangkok en Thaïlande du 25 au 28 mars 2000.

### Matches
| Date    | Équipe         | Score | Équipe           | Score par période |
| 25 mars | Thaïlande      | 1-3   | Chinese Taipei   | 0-1, 1-1, 0-1     |
| 25 mars | Mongolie       | 1-5   | Nouvelle-Zélande | 0-2, 1-3, 0-1     |
| 26 mars | Mongolie       | 2-6   | Chinese Taipei   | 1-2, 1-3, 0-1     |
| 26 mars | Thaïlande      | 2-7   | Nouvelle-Zélande | 1-2, 0-3, 1-4     |
| 28 mars | Chinese Taipei | 3-3   | Nouvelle-Zélande | 1-2, 1-0, 1-1     |
| 28 mars | Thaïlande      | 4-4   | Mongolie         | 1-0, 1-2, 2-2     |

### Classement final
| Classement | Équipe           |
| ---------- | ---------------- |
| Or         | Nouvelle-Zélande |
| Argent     | Taipei chinois   |
| Bronze     | Thaïlande        |
| 4          | Mongolie         |

La Nouvelle-Zélande est promue en division 1 Océanie pour l'édition 2001.